# (35986) 1999 NL8
1999 NL8 (asteroide 35986) é um asteroide da cintura principal. Possui uma excentricidade de 0.16093110 e uma inclinação de 20.52426º.
Este asteroide foi descoberto no dia 13 de julho de 1999 por LINEAR em Socorro.